# Bake Off: Famosos al horno
Bake off: Famosos al horno (conocido como Celebrity Bake Off España en su primera temporada) es un programa de televisión gastronómico que busca al mejor pastelero/a famoso de España. Se trata de la adaptación española del programa de la BBC The Great British Bake Off, emitiéndose la primera edición en Amazon Prime Video en 2021 y en La 1 de Televisión Española a partir de la segunda. El formato es presentado por Paula Vázquez (junto a Brays Efe en la primera temporada).
El 19 de octubre de 2023 se dio a conocer la adquisición del formato por parte de Televisión Española para emitir una segunda edición en el primer trimestre del año 2024, durante el cual no se emite ninguna de MasterChef. El 28 de noviembre se confirmó a Terelu Campos como primera concursante oficial y la nueva denominación del formato como Bake off: Famosos al horno. El 4 de diciembre se anunció el casting al completo, así como el nuevo equipo de jueces.
Entre el 6 de marzo y el 19 de mayo de 2019, el canal de televisión Cuatro emitió la versión anónimos del formato bajo la denominación Bake Off España, con un equipo totalmente diferente.

## Formato
12 concursantes, todos ellos rostros muy conocidos del panorama nacional del deporte, la música y el entretenimiento, se disputarán cada semana el premio al mejor pastelero amateur del país. Bajo la atenta mirada de jueces expertos deberán demostrar que son capaces de alcanzar el nivel establecido por el programa y, cada semana, el peor de los concursantes tendrá que despedirse de la carpa más famosa de la repostería.

## Temporadas
| Temporada | Temporada | N.º de programas | Participantes | Cadena              | Estreno                 | Final                   | Ganador      | Audiencia media | Audiencia media |
| Temporada | Temporada | N.º de programas | Participantes | Cadena              | Estreno                 | Final                   | Ganador      | Espectadores    | Cuota           |
| --------- | --------- | ---------------- | ------------- | ------------------- | ----------------------- | ----------------------- | ------------ | --------------- | --------------- |
|           | 1         | 10               | 12            |                     | 16 de diciembre de 2021 | 16 de diciembre de 2021 | Pablo Rivero |                 |                 |
|           | 2         | 12               | 14            |                     | 11 de enero de 2024     | 3 de abril de 2024      | Ana Boyer    | 848 000         | 11,1%           |
|           | 3         | 12               | 14            | 12 de enero de 2025 | 24 de marzo de 2024     | Mario Marzo             | 703 000      | 9,6%            |                 |
|           | 4         |                  |               | Enero de 2026       | Marzo de 2026           | TBA                     | TBA          | TBA             |                 |
| Total     | Total     | 34               | 40            |                     | 2021                    |                         |              |                 |                 |

## Equipo

### Presentadores
|               | Prime Video |      |      |
| Edición       | 1           | 2    | 3    |
| Año           | 2021        | 2024 | 2025 |
| ------------- | ----------- | ---- | ---- |
| Paula Vázquez |             |      |      |
| Brays Efe     |             |      |      |

Por su parte, Lorena Castell se encargó de presentar en la primera edición, además de la Premier del programa, el contenido adicional publicado en la cuenta de Instagram de Prime Video. Entre este contenido, el 30 de diciembre de 2021 tuvo lugar un directo conducido por Castell y con la participación de Andrés Velencoso, Adriana Torrebejano, Chenoa, Esty Quesada, Soraya Arnelas, Pablo Rivero, Joan Capdevila, Brays Efe y Clara Pérez Villalón.

### Jurado
|                      | Prime Video |      |      |
| Edición              | 1           | 2    | 3    |
| Año                  | 2021        | 2024 | 2025 |
| -------------------- | ----------- | ---- | ---- |
| Frédéric Bau         |             |      |      |
| Clara Pérez Villalón |             |      |      |
| Paco Roncero         |             |      |      |
| Eva Arguiñano        |             |      |      |
| Damián Betular       |             |      |      |

## Primera edición (2021)

### Aspirantes
| Nombre              | Procedencia | Edad    | Profesión               | Información    |
| ------------------- | ----------- | ------- | ----------------------- | -------------- |
| Pablo Rivero        | Madrid      | 40 años | Actor y escritor        | Ganador        |
| Chenoa              | Mallorca    | 45 años | Cantante y presentadora | Finalistas     |
| Andrés Velencoso    | Gerona      | 43 años | Modelo y actor          | Finalistas     |
| Adriana Torrebejano | Barcelona   | 29 años | Actriz                  | Semifinalistas |
| Iturralde González  | Vizcaya     | 54 años | Exárbitro de fútbol     | Semifinalistas |
| Soraya Arnelas      | Cáceres     | 38 años | Cantante                | 7.ª eliminada  |
| Esty Quesada        | Vizcaya     | 27 años | YouTuber                | 6.ª eliminada  |
| Yolanda Ramos       | Barcelona   | 52 años | Actriz y humorista      | 5.ª eliminada  |
| James Rhodes        | Madrid      | 46 años | Pianista y escritor     | 4.º eliminado  |
| Joan Capdevila      | Lérida      | 43 años | Exfutbolista            | 3.er eliminado |
| Esperanza Aguirre   | Madrid      | 69 años | Expolítica y ministra   | 2.ª eliminada  |
| Paula Gonu          | Barcelona   | 28 años | Influencer              | 1.ª eliminada  |

### Estadísticas semanales
|           | 1     | 1         | 2         | 3         | 4         | 5         | 6         | 7         | 8        | 9         | Final     |
| --------- | ----- | --------- | --------- | --------- | --------- | --------- | --------- | --------- | -------- | --------- | --------- |
| Pablo     | Entra | Salvado   | Salvado   | Nominado  | Nominado  | Salvado   | Salvado   | Salvado   | Favorito | Finalista | Ganador   |
| Chenoa    | Entra | Salvada   | Salvada   | Salvada   | Salvada   | Favorita  | Salvada   | Salvada   | Salvada  | Finalista | Finalista |
| Velencoso | Entra | Salvado   | Salvado   | Salvado   | Favorito  | Salvado   | Salvado   | Nominado  | Salvado  | Finalista | Finalista |
| Adriana   | Entra | Salvada   | Salvada   | Salvada   | Salvada   | Salvada   | Favorita  | Favorita  | Salvada  | Eliminada |           |
| Iturralde | Entra | Salvado   | Salvado   | Favorito  | Eliminado | Salvado   | Salvado   | Salvado   | Salvado  | Eliminado |           |
| Soraya    | Entra | Salvada   | Favorita  | Salvada   | Salvada   | Nominada  | Nominada  | Eliminada |          |           |           |
| Esty      | Entra | Salvada   | Nominada  | Salvada   | Salvada   | Nominada  | Eliminada |           |          |           |           |
| Yolanda   | Entra | Nominada  | Salvada   | Salvada   | Salvada   | Eliminada |           |           |          |           |           |
| James     | Entra | Favorito  | Salvado   | Salvado   | Eliminado |           |           |           |          |           |           |
| Capdevila | Entra | Salvado   | Salvado   | Eliminado |           |           |           |           |          |           |           |
| Esperanza | Entra | Salvada   | Eliminada |           |           |           |           |           |          |           |           |
| Paula     | Entra | Eliminada |           |           |           |           |           |           |          |           |           |

     Mejor concursante de la semana.
     Mejor concursante en la prueba técnica.
     Concursante salvado que avanza hacia la siguiente ronda.
     Concursante con desempeño bajo en la prueba técnica.
     Concursante con bajo desempeño general y propuesto para la expulsión.
     Concursante eliminado.
     El concursante quedó tercero.
     El concursante fue subcampeón.
     El concursante fue ganador.

## Segunda edición (2024)

### Aspirantes
| Nombre              | Procedencia | Edad    | Profesión                           | Información    |
| ------------------- | ----------- | ------- | ----------------------------------- | -------------- |
| Ana Boyer           | Madrid      | 34 años | Socialité e hija de Isabel Preysler | Ganadora       |
| Blas Cantó          | Murcia      | 32 años | Cantante                            | Finalistas     |
| Rocío Carrasco      | Madrid      | 46 años | Presentadora e hija de Rocío Jurado | Finalistas     |
| Alba Carrillo       | Madrid      | 37 años | Modelo y presentadora de TV         | 4.ª finalista  |
| Patxi Salinas       | Vizcaya     | 60 años | Exfutbolista y entrenador           | 10.º eliminado |
| Pablo Puyol         | Málaga      | 47 años | Actor                               | 9.º eliminado  |
| Terelu Campos       | Málaga      | 58 años | Colaboradora de TV                  | 8.ª eliminada  |
| Marc Clotet         | Barcelona   | 43 años | Actor y modelo                      | 7.º eliminado  |
| Yolanda Ramos*      | Barcelona   | 55 años | Actriz y humorista                  | 6.ª eliminada  |
| Julio Salinas       | Vizcaya     | 61 años | Exfutbolista                        | 5.º eliminado  |
| Encarna Salazar     | Badajoz     | 63 años | Cantante de Azúcar Moreno           | 4.ª eliminada  |
| Julio Iglesias, Jr. | Madrid      | 50 años | Cantante                            | 3.er eliminado |
| Manolo Sarriá       | Málaga      | 71 años | Humorista del Dúo Sacapuntas        | 2.º eliminado  |
| Toñi Salazar        | Badajoz     | 60 años | Cantante de Azúcar Moreno           | 1.ª eliminada  |

(*) Yolanda ya participó en la primera edición del formato (Celebrity Bake Off).

### Estadísticas semanales
| Ana      | Entra | Favorita  | Salvada   | Salvada   | Salvada   | Salvada   | Salvada   | Salvada   | Salvada   | Salvada  | Favorita  | Finalista | Ganadora  |  |  |  |
| Blas     | Entra | Salvado   | Salvado   | Salvado   | Salvado   | Salvado   | Salvado   | Favorito  | Salvado   | Favorito | Salvado   | Finalista | Finalista |  |  |  |
| Rocío    | Entra | Salvada   | Salvada   | Nominada  | Salvada   | Salvada   | Salvada   | Salvada   | Salvada   | Salvada  | Salvada   | Finalista | Finalista |  |  |  |
| Alba     | Entra | Salvada   | Salvada   | Salvada   | Salvada   | Salvada   | Nominada  | Salvada   | Favorita  | Salvada  | Nominada  | Finalista | Cuarta    |  |  |  |
| Patxi    | Entra | Salvado   | Salvado   | Salvado   | Favorito  | Salvado   | Salvado   | Salvado   | Nominado  | Salvado  | Salvado   | Eliminado |           |  |  |  |
| Pablo    | Entra | Salvado   | Favorito  | Salvado   | Salvado   | Salvado   | Salvado   | Nominado  | Salvado   | Salvado  | Eliminado |           |           |  |  |  |
| Terelu   | Entra | Salvada   | Salvada   | Salvada   | Salvada   | Favorita  | Salvada   | Salvada   | Eliminada |          |           |           |           |  |  |  |
| Marc     | Entra | Salvado   | Salvado   | Salvado   | Salvado   | Salvado   | Favorito  | Eliminado |           |          |           |           |           |  |  |  |
| Yolanda  | Entra | Salvada   | Salvada   | Favorita  | Salvada   | Nominada  | Eliminada |           |           |          |           |           |           |  |  |  |
| Julio S. | Entra | Salvado   | Nominado  | Salvado   | Nominado  | Eliminado |           |           |           |          |           |           |           |  |  |  |
| Encarna  | Entra | Nominada  | Salvada   | Salvada   | Eliminada |           |           |           |           |          |           |           |           |  |  |  |
| Julio I. | Entra | Salvado   | Salvado   | Eliminado |           |           |           |           |           |          |           |           |           |  |  |  |
| Manolo   | Entra | Salvado   | Eliminado |           |           |           |           |           |           |          |           |           |           |  |  |  |
| Toñi     | Entra | Eliminada |           |           |           |           |           |           |           |          |           |           |           |  |  |  |

     Mejor concursante de la semana.
     Segundo/a mejor concursante de la semana.
     Concursante salvado/a que avanza hacia la siguiente ronda.
     Concursante con bajo desempeño pero salvado/a en el último momento.
     Concursante con bajo desempeño general y propuesto/a para la expulsión.
     Concursante eliminado/a.
     El concursante quedó tercero/a.
     El concursante fue subcampeón/a.
     El concursante fue ganador/a.

### Episodios y audiencias
| Fecha      | Características del programa                                                               | Audiencia       |
| ---------- | ------------------------------------------------------------------------------------------ | --------------- |
| 11/01/2024 | Gala 1 / Expulsión de Toñi Salazar                                                         | 874 000 (9,8%)  |
| 15/01/2024 | Gala 2 / Expulsión de Manolo Sarriá                                                        | 848 000 (9,9%)  |
| 22/01/2024 | Gala 3 / Expulsión de Julio Iglesias, Jr.                                                  | 902 000 (10,8%) |
| 29/01/2024 | Gala 4 / Expulsión de Encarna Salazar                                                      | 862 000 (10,5%) |
| 05/02/2024 | Gala 5 / Expulsión de Julio Salinas                                                        | 810 000 (10,5%) |
| 12/02/2024 | Gala 6 / Expulsión de Yolanda Ramos                                                        | 813 000 (10,5%) |
| 19/02/2024 | Gala 7 / Expulsión de Marc Clotet                                                          | 876 000 (12,0%) |
| 26/02/2024 | Gala 8 / Expulsión de Terelu Campos                                                        | 803 000 (11,0%) |
| 04/03/2024 | Gala 9 / Sin expulsión                                                                     | 793 000 (11,4%) |
| 12/03/2024 | Gala 10 / Expulsión de Pablo Puyol                                                         | 828 000 (11,6%) |
| 19/03/2024 | Gala 11 / Expulsión de Patxi Salinas                                                       | 821 000 (12,1%) |
| 03/04/2024 | Gala 12 / Ganadora: Ana Boyer Finalistas: Blas Cantó y Rocío Carrasco / 3.ª: Alba Carrillo | 940 000 (12,9%) |

     Líder en su franja horaria.

## Tercera edición (2025)
El casting completo fue anunciado el 14 de noviembre, al inicio de las grabaciones del programa, confirmando también la continuación de Paula Vázquez como presentadora tras la anterior edición, así como los tres miembros del jurado. La actriz María Adánez, que fue confirmada inicialmente como concursante, tuvo que renunciar por incompatibilidades de última hora de agenda. Fue sustituida por el modelo neerlandés Mark Vanderloo. Pol Espargaró tuvo que abandonar el programa durante un par de episodios por compromisos con el motociclismo. Durante esos episodios fue sustituido por Garbiñe Muguruza, representando esta su presencia en el programa. Si Garbiñe era expulsada, Pol sería expulsado también. En caso de aguantar en el concurso, Pol se reincorporará recuperando su delantal.

### Aspirantes
| Nombre                         | Procedencia | Edad    | Profesión                    | Información               |
| ------------------------------ | ----------- | ------- | ---------------------------- | ------------------------- |
| Mario Marzo                    | Madrid      | 29 años | Actor, músico y podcaster    | Ganador                   |
| Lidia Torrent                  | Barcelona   | 30 años | Presentadora de TV           | Finalistas                |
| Nagore Robles                  | Vizcaya     | 42 años | Presentadora e influencer    | Finalistas                |
| Pol Espargaró                  | Granollers  | 33 años | Piloto de motociclismo       | 4.º finalista             |
| Benita Castejón (Maestro Joao) | Madrid      | 61 años | Vidente y colaboradora de TV | 10.ª eliminada            |
| Carmen Morales                 | Madrid      | 54 años | Actriz                       | 9.ª eliminada             |
| Víctor Sandoval                | Madrid      | 58 años | Colaborador de TV            | 8.º eliminado             |
| Isabel Gemio                   | Badajoz     | 64 años | Periodista y presentadora    | 7.ª eliminada             |
| Mark Vanderloo                 | Waddinxveen | 56 años | Supermodelo                  | 6.º eliminado             |
| Cristina Tárrega               | Valencia    | 57 años | Presentadora de radio y TV   | 5.ª eliminada             |
| Yurena                         | Vizcaya     | 55 años | Cantante                     | 4.ª eliminada             |
| Mario Jefferson                | Málaga      | 34 años | Cantante                     | 3.er eliminado            |
| Finito de Córdoba              | Barcelona   | 53 años | Extorero                     | 2.º eliminado             |
| Cósima Ramírez                 | Madrid      | 35 años | Diseñadora                   | 1.ª eliminada             |
| Otros participantes            |             |         |                              |                           |
| Garbiñe Muguruza               | Barcelona   | 31 años | Extenista                    | Sustituye a Pol Espargaró |

### Estadísticas semanales
| Mario     | Entra | Salvado   | Salvado   | Salvado   | Salvado  | Favorito  | Salvado   | Salvado   | Salvado   | Favorito  | Nominado  | Finalista | Ganador    |  |  |  |  |  |  |  |  |
| Lidia     | Entra | Favorita  | Salvada   | Salvada   | Salvada  | Salvada   | Salvada   | Salvada   | Nominada  | Nominada  | Salvada   | Finalista | Finalistas |  |  |  |  |  |  |  |  |
| Nagore    | Entra | Salvada   | Salvada   | Salvada   | Favorita | Salvada   | Favorita  | Salvada   | Salvada   | Salvada   | Favorita  | Finalista | Finalistas |  |  |  |  |  |  |  |  |
| Pol       | Entra | Salvado   | Salvado   | Favorito  | Salvado  | Salvado   | Salvado   | Salvado   | Salvado   | Salvado   | Salvado   | Finalista | Cuarto     |  |  |  |  |  |  |  |  |
| Benita    | Entra | Salvada   | Favorita  | Salvada   | Salvada  | Salvada   | Salvada   | Salvada   | Favorita  | Salvada   | Eliminada | Eliminada |            |  |  |  |  |  |  |  |  |
| Carmen    | Entra | Salvada   | Salvada   | Salvada   | Salvada  | Salvada   | Salvada   | Favorita  | Salvada   | Eliminada |           |           |            |  |  |  |  |  |  |  |  |
| Víctor    | Entra | Salvado   | Salvado   | Salvado   | Salvado  | Nominado  | Nominado  | Nominado  | Eliminado |           |           |           |            |  |  |  |  |  |  |  |  |
| Isabel    | Entra | Salvada   | Salvada   | Salvada   | Salvada  | Nominada  | Salvada   | Eliminada |           |           |           |           |            |  |  |  |  |  |  |  |  |
| Mark      | Entra | Salvado   | Salvado   | Salvado   | Salvado  | Salvado   | Eliminado |           |           |           |           |           |            |  |  |  |  |  |  |  |  |
| Cristina  | Entra | Salvada   | Nominada  | Nominada  | Salvada  | Eliminada |           |           |           |           |           |           |            |  |  |  |  |  |  |  |  |
| Yurena    | Entra | Salvada   | Salvada   | Salvada   | Salvada  | Eliminada |           |           |           |           |           |           |            |  |  |  |  |  |  |  |  |
| Jefferson | Entra | Salvado   | Nominado  | Eliminado |          |           |           |           |           |           |           |           |            |  |  |  |  |  |  |  |  |
| Finito    | Entra | Nominado  | Eliminado |           |          |           |           |           |           |           |           |           |            |  |  |  |  |  |  |  |  |
| Cósima    | Entra | Eliminada |           |           |          |           |           |           |           |           |           |           |            |  |  |  |  |  |  |  |  |

     Mejor concursante de la semana.
     Segundo/a mejor concursante de la semana.
     Concursante salvado que avanza hacia la siguiente ronda.
     Concursante con bajo desempeño pero salvado/a en el último momento.
     Concursante con bajo desempeño general y propuesto/a para la expulsión.
     Concursante eliminado.
     El concursante abandona.
     El concursante quedó tercero.
     El concursante fue subcampeón.
     El concursante fue ganador.

### Episodios y audiencias
| Fecha      | Características del programa                                                                  | Audiencia       |
| ---------- | --------------------------------------------------------------------------------------------- | --------------- |
| 12/01/2025 | Gala 1 / Expulsión de Cósima Ramírez                                                          | 966 000 (8,9%)  |
| 13/01/2025 | Gala 2 / Expulsión Finito de Córdoba                                                          | 814 000 (10,3%) |
| 20/01/2025 | Gala 3 / Expulsión de Mario Jefferson                                                         | 668 000 (9,0%)  |
| 27/01/2025 | Gala 4 / Sin expulsión                                                                        | 796 000 (10,9%) |
| 03/02/2025 | Gala 5 / Expulsión de Yurena y Cristina Tárrega                                               | 696 000 (10,1%) |
| 10/02/2025 | Gala 6 / Expulsión de Mark Vanderloo                                                          | 687 000 (9,7%)  |
| 17/02/2025 | Gala 7 / Expulsión de Isabel Gemio                                                            | 701 000 (10,0%) |
| 24/02/2025 | Gala 8 / Expulsión de Víctor Sandoval                                                         | 718 000 (10,3%) |
| 03/03/2025 | Gala 9 / Expulsión de Carmen Morales                                                          | 598 000 (8,3%)  |
| 10/03/2025 | Gala 10 / Expulsión de Benita                                                                 | 581 000 (7,8%)  |
| 17/03/2025 | Gala 11 / Sin expulsión                                                                       | 533 000 (8,7%)  |
| 24/03/2025 | Gala 12 / Ganador: Mario Marzo Finalistas: Lidia Torrent y Nagore Robles / 3.º: Pol Espargaró | 680 000 (11,7%) |

     Líder en su franja horaria.

## Palmarés
| Edición                      | Fecha | Presentador               | Ganador      | 2.º           | 3.º              | 4.º                 |
| ---------------------------- | ----- | ------------------------- | ------------ | ------------- | ---------------- | ------------------- |
| Celebrity Bake Off España    | 2021  | Paula Vázquez y Brays Efe | Pablo Rivero | Chenoa        | Andrés Velencoso | Adriana Torrebejano |
| Bake Off: Famosos al horno 2 | 2024  | Paula Vázquez             | Ana Boyer    | Blas Cantó    | Rocío Carrasco   | Alba Carrillo       |
| Bake Off: Famosos al horno 3 | 2025  | Paula Vázquez             | Mario Marzo  | Lidia Torrent | Nagore Robles    | Pol Espargaró       |